# Letopis
Letopis (en russe : Летопись, signifiant chronique en français) est une revue mensuelle littéraire, scientifique et politique publié à Pétrograd de 1915 à 1917. L'un des fondateurs est l'écrivain Maxime Gorki. L'éditeur était Alexandre Nikolaïevitch Tikhonov (ru) (pseudonyme : Serebrov). La rédaction et les auteurs de cette publication politique étaient principalement d'opinion social-démocrate, parmi lesquels on trouvait Julius Martov, Ossip Ermanski (en), Anatoli Lounatcharski, Mikhaïl Pavlovitch (pseudonyme : Veltman), Maria Smith-Falkner (en), Alexandra Kollontaï, Stanislav Volski (pseudonyme : Andreï Sokolov) et d'autres encore. À la fin de l'année 1917, la revue a cessé d'exister.
En parallèle à la revue, en 1917-1918, est publié le journal Novaïa jizn (1917-1918). Sa rédaction comprenait les principaux membres de la rédaction de la revue Letopis. Le lancement de cette publication permet à la rédaction de présenter les questions sociopolitiques sur les pages du journal et de laisser à la revue les domaines littéraires et artistiques. Le journal n'a pas survécu longtemps à la disparition de la revue puisqu'il a cessé d'exister en 1918.